# ㆆ
ㆆ是一个朝鲜语谚文字母，为辅音字母，现已废弃不用。该字母被称作“여린히읗”。
ㆆ在训民正音创制时使用。在中古朝鲜语中，其初声为全清喉音，读音为声门塞音/ʔ/。只作初声，不作终声。但其可以与ㄹ组成终声复合声母ㅭ，该复合声母读音为/t̚/。
ㆆ对应中古汉语三十六字母中的影母。大约在15世纪中叶（朝鲜世祖在位期间）以后该字母被废弃，不再使用。

## 字符編碼
| 種類                | 種類         | 用途   | Unicode | HTML     |
| ------------------- | ------------ | ------ | ------- | -------- |
| 諺文相容字母        | 諺文相容字母 | ㆆ     | U+3186  | &#12678; |
| 諺文字母 應用       | 初聲         |        | U+1159  | &#4441;  |
| 諺文字母 應用       | 終聲         |        | U+11F9  | &#4601;  |
| 漢陽私人 使用區應用 | 初聲         |        | U+F7FF  | &#63487; |
| 漢陽私人 使用區應用 | 終聲         |        | U+F8F7  | &#63735; |
| 半形字母            | 半形字母     | （無） | （無）  | （無）   |